# 潜渊症
《潜渊症》是一款横向卷轴类角色扮演游戏，由芬兰工作室Undertow Games开发，Daedalic Entertainment发行。
《潜渊症》的故事发生在遥远的未来。在一艘潜艇上，穿越木星卫星之一的木卫二的荒凉海洋。玩家被指派在潜艇上工作，并且必须与船上的其他船员共存。

## 玩法
《潜渊症》的故事主要发生在沉入欧罗巴海的潜艇内。在每一场游戏开始时，玩家被分配一份“工作”，这可能会让他们获得特殊的能力或装备。潜艇的船员可以选择接取任务，这可能涉及运送货物、捕猎敌对生物或回收外星文物。在循环的持续时间中，玩家可以自由决定自己的行动，游戏本身几乎不提供任何的额外目标。
各种各样的危险经常会对潜艇的航行造成威胁，例如敌对生物群、画皮（一种寄生虫）爆发或由玩家控制的叛徒。玩家不称职也可能成为灾难的来源，因为维护不当的船舶设备（例如核反应堆或氧气制造机）可能会迅速导致潜艇无法运行。危机管理是游戏中实时反复出现的主题，玩家被暗中鼓励使用他们的工作技能来避免和减轻灾难。
如果潜艇外壳受损，水将淹没船只，从而破坏潜艇结构，严重阻碍玩家活动。如果没有合适的装备，被困在潜艇淹没部分的玩家很容易窒息。在水压较高的区域可能会被气压伤压碎。由于潜艇实际上是玩家的生命线，一艘受损严重的潜艇可能往往标志着一轮游戏的结束。

## 开发
首席开发Joonas Rikkonen（Regalis）称在线角色扮演游戏《第十三号太空站》是《潜渊症》的最大灵感来源，称赞其气氛紧张的游戏性和对人类互动的重视。但同时，他也批评了《第十三号太空站》不直观的用户界面和各种技术问题。《潜渊症》开发时，Regalis想要《潜渊症》“建立在SS13基础上”并且“平滑一些粗糙的边缘”。Regalis还从“Pressure”中获取的大量灵感，这是一个匿名发布在4chan电子游戏区的游戏概念。
《潜渊症》开始开发的时间为2014年，暂定名称为《地表之下》（Subsurface）。 从2015年至2018年，《潜渊症》的pre-alpha版本免费发布给公众进行测试和反馈。2019年商业版本发布后，《潜渊症》的未来版本在Steam上发行，不受支持的免费版本重新命名为《旧版潜渊症》（Barotrama Legacy）。
2017年，《潜渊症》的源代码在有限许可下公开发行，以促进社区遊戲模組（mod）的发展。 源代码库随着商业版本的发布而不断更新。
2018年，Undertow Games与FakeFish Games合作开发《潜渊症》，将一个单人开发的游戏变成了近十几个人开发的项目。2019年初，Undertow Games与德国游戏发行商Daedalic Entertainment签约，负责《潜渊症》的发行和销售。
《潜渊症》的抢先测试版本在2019年6月5日发行。即使最初计划在2019年秋季正式发行，但在2022年1月，这款游戏仍处于早期测试阶段。
於2023年3月上架正式版。

## 评价
《潜渊症》在2018年欧洲游戏连接大会上被评为“最佳硬核游戏”，并在其他三个类别中获得提名。
《潜渊症》在2019 GWB腾讯游戏创意大赛海外赛区被评为“最佳生存游戏”。